# Bass Lake, Quận Washburn, Wisconsin
Bass Lake là một thị trấn thuộc quận Washburn, tiểu bang Wisconsin, Hoa Kỳ. Năm 2010, dân số của thị trấn này là 471 người.